# Rosema zikani
Rosema zikani är en fjärilsart som beskrevs av Max Wilhelm Karl Draudt 1934. Rosema zikani ingår i släktet Rosema och familjen tandspinnare. Inga underarter finns listade.